# Fear Itself (Marvel Comics)
Fear Itself (El Miedo Mismo en Argentina, Miedo Encarnado en España) es una serie limitada de crossover de siete números publicada por Marvel Comics en 2011, creada por el historietista Matt Fraction e ilustrada por Stuart Immonen, Wade Von Grawbadger y Laura Martin.
La historia incluye el prólogo Fear Itself: The Book of the Skull (El libro del Cráneo) escrito por Ed Brubaker e ilustrado por Scott Eaton.

## Prólogo
Durante la Segunda Guerra Mundial, el Cráneo Rojo, bajo las órdenes de Adolf Hitler, realizó un ritual para traer del más allá el martillo de Skadi, apareciendo sobre la Antártida, pero como Cráneo Rojo no fue capaz de levantarlo o despertarlo, solicitó a la Sociedad Thule que construyera una fortaleza para resguardar y ocultar el martillo. Muchos años más tarde, Sin, la hija de Cráneo Rojo, con la ayuda del Barón Zemo, recuperó "El Libro del Cráneo" ("The Book of the Skull"), un libro de hechizos que contiene la ubicación del martillo místico.

## Trama
Tiempos de incertidumbre y miedo brotan por todo el mundo. Los héroes han retomado el poder en el Universo Marvel (Era Heroica), pero la desconfianza que la gente común siente hacia ellos después de la Guerra Civil, la Invasión Skrull, el Reinado Oscuro de Norman Osborn y la reciente caída de Asgard durante el Asedio, ha provocado un profundo miedo que podría consumir todo.
Sin, la hija de Cráneo Rojo, liberó al misterioso Serpiente de su sepulcro en las profundidades de la Fosa de las Marianas. El martillo místico de la Serpiente otorgó poderes a Sin, transformándola en su heraldo, Skadi.
La Serpiente exige ser tratado como el "Padre de todo". Con el viejo mal liberado en el mundo, el olvidado dios asgardiano conjura a "los Dignos", lo que provoca que siete martillos divinos más caigan del cielo por todo el mundo. Cada uno transforma a su portador en una máquina imparable de destrucción que lo arrasa todo en nombre de la Serpiente. Al enterarse de su escape, Odín y los asgardianos se retiran de la Tierra para comenzar los preparativos y hacer arder el planeta, y así, destruir a la Serpiente. Cuando Thor intenta interceder, la Serpiente le revela que es su tío, hermano de Odín, y el verdadero y exiliado rey de Asgard.
Cuando los Vengadores se concentran para defender la humanidad, la Serpiente los derrota fácilmente, teniendo estos que recurrir a otros métodos para detener a tan poderoso adversario.

## Números (libros)
1. La Serpiente
2. Los Dignos
3. El martillo que cayó en la calle Yancy
4. Mundos en llamas
5. Pelea
6. Condenado por la misma sangre
7. El día de Thor

## En otros medios

### Videojuegos
- En el videojuego Marvel: Avengers Alliance aparecen varios de "los Dignos": Sin como Skadi,[13] She-Hulk como Skirn,[14] Luke Cage como Nul,[15] Spider-Woman como Kuurth,[16] Pájaro Burlón como Nerkkod,[17] Daimon Hellstrom como Angrir,[18] Caballero Negro como Mokk y Ghost Rider como Greithoth.